# Enric Castellnou i Alberch
Enric Castellnou i Alberch (Manlleu, Osona, 1 de juny de 1945) és un polític i politòleg català.

## Biografia
Llicenciat en Ciències Polítiques per la Universitat Complutense de Madrid i Doctor en Ciències Polítiques i de l'Administració per la Universitat Autònoma de Barcelona. Va ser professor a Vic de l'Institut Catòlic d'Estudis Socials de Barcelona (ICESB) durant els anys de la Transició Política, i membre de l'Assemblea de Catalunya a Osona.
A la dècada dels 70 del segle passat va formar part de la Junta d'Òmnium Cultural d'Osona i des del començament dels anys 80 és membre del Comitè Executiu de Convergència Democràtica de Catalunya de Vic i de la mateixa comarca. Fou diputat per Convergència i Unió a les eleccions al Parlament de Catalunya de 1984, 1988, 1992 i 1995. El 1992-1993 fou secretari tercer de la Mesa del Parlament de Catalunya. Va ser president del Consell Assessor de RTVE a Catalunya des de 1985 fins a 2004. També president del Consell Comarcal d'Osona (2001-2003) i tinent d'alcalde de l'Ajuntament de Vic en dos períodes (1987-1995 i 1999-2007). Exercí de vocal del Patronat de la Universitat de Vic als anys 1987-1995 i 1999-2007. Va ser ponent de la Llei de creació de la Universitat de Vic, llei 5/1997, de 30 de maig. I també membre del Consell d'Administració de Caixa d'Estalvis del Penedès des de 2003 a 2009. Exercí de professor de postgrau i doctorat a la URL (curs 2007-2008) i de postgrau en Governança i Lideratge local a la Càtedra Prat de la Riba de la UAB-ACM al curs 2009-2010.
És autor de diversos estudis electorals, també sobre ràdio i televisió i sobre el fet migratori a l'àmbit local.
La seva tesi doctoral, "Guatemala, segona oportunitat", versà sobre el procés de pau i els corresponents Acords entre els governs i la guerrilla en aquell país centreamericà, sota els auspicis de l'ONU (Minugua), que culminaren més de 30 anys de guerra civil.